# Distritos de Belize

Distritos de Belize.

Belize é dividido em 6 distritos. Os distritos estão listados abaixo, com a capital e algumas estatísticas.

## Lista
| Distrito    | Capital              | Área (km²) | Área (sq. mi) | População (censo 2010) | 2-abreviação letras | 3-abreviação letras |
| ----------- | -------------------- | ---------- | ------------- | ---------------------- | ------------------- | ------------------- |
| Belize      | Belize (cidade)      | 4,204      | 1,623         | 89,247                 | BZ                  | BZD                 |
| Cayo        | San Ignacio          | 5,338      | 2,061         | 73,302                 | CY                  | CYO                 |
| Corozal     | Corozal (Belize)     | 1,860      | 718           | 40,324                 | CZ                  | CZL                 |
| Orange Walk | Orange Walk (cidade) | 4,737      | 1,829         | 45,419                 | OW                  | OWK                 |
| Stann Creek | Dangriga             | 2,176      | 840           | 32,166                 | SC                  | SCK                 |
| Toledo      | Punta Gorda          | 4,649      | 1,795         | 30,538                 | TO                  | TOL                 |